# Sa Majesté Catholique
Sa Majesté Catholique (en espagnol : Su Majestad Católica, abrégé en S.M.C.) est un prédicat honorifique octroyé par le pape aux rois d'Espagne.
Le titre latin Rex Catholicissimus (en français : Roi très catholique ou Majesté très catholique) est d'abord utilisé par le pape Alexandre VI dans la bulle papale Inter caetera en 1493. Le meilleur exemple du port de ce titre est celui des rois catholiques (Reyes Católicos), utilisé uniquement en référence à Isabelle Ire de Castille et Ferdinand II d'Aragon.
L'un des droits d'une reine « très catholique » — qu'elle le soit suo jure ou consort — est le privilège du blanc, c'est-à-dire qu'elle peut s'habiller de blanc en présence du pape au lieu du noir, couleur habituellement utilisée par les autres consorts et épouses de chefs d'État.
Juan Carlos Ier, roi jusqu'en juin 2014, ainsi que son successeur, Felipe VI, n'utilisent pas l'appellation de majesté catholique, mais ils n'y ont pas non plus renoncé.

## Titres similaires
Les monarques d'autres nations européennes ont reçu des titres similaires de la part du pape :
- Hongrie : Majesté Apostolique (octroyé vers 1000) ;
- France : Majesté Très Chrétienne (octroyé vers 1380) ;
- Angleterre, Grande-Bretagne puis Royaume-Uni : Défenseur de la Foi (octroyé en 1521 puis révoqué en 1530) ;
- Pologne : Majesté Orthodoxe (octroyé en 1661) ;
- Portugal : Majesté Très Fidèle (octroyé en 1748).